# Costa Oriental (Kantabrien)
Die Comarca Costa Oriental ist eine der 10 Comarcas in der autonomen Gemeinschaft Kantabrien. Sie wurde, wie alle Comarcas in der Autonomen Gemeinschaft Kantabrien, mit Wirkung zum 28. April 1999 eingerichtet.
Die Comarca umfasst vier Gemeinden auf einer Fläche von 144,33 km² mit dem Hauptort Laredo.

## Gemeinden
| Gemeinde               | Einwohner (2024) | Fläche km² | Dichte Einw./km² | Cod INE | Postleitzahl |
| ---------------------- | ---------------- | ---------- | ---------------- | ------- | ------------ |
| Castro-Urdiales        | 33.482           | 96,11      | 348              | 39020   | 39700        |
| Colindres              | 8.540            | 5,94       | 1.438            | 39023   | 39750        |
| Laredo                 | 10.752           | 15,71      | 684              | 39035   | 39770        |
| Liendo                 | 1.226            | 26,57      | 46               | 39036   | 39776        |
| Comarca Costa Oriental | 54.000           | 144,33     | 374              | –       | –            |